# Proceratophrys melanopogon
Proceratophrys melanopogon es una especie  de anfibios de la familia Odontophrynidae.

## Distribución geográfica
Es endémica del sudeste de Brasil.

## Estado de conservación
Está amenazada por la pérdida de hábitat natural.